# Hauptfaserbündel
In der Mathematik ist das Hauptfaserbündel, Prinzipalfaserbündel bzw. Prinzipalbündel ein Konzept der Differentialgeometrie, mit dem getwistete Produkte formalisiert werden und das unter anderem in der Physik zur Beschreibung von Eichfeldtheorien und speziell Yang-Mills-Feldern verwendet wird.

## Produkte (triviale Prinzipalbündel)
Prinzipalbündel verallgemeinern den Begriff des kartesischen Produktes {\displaystyle X\times G} eines Raumes {\displaystyle X} und einer topologischen Gruppe {\displaystyle G}. So wie das kartesische Produkt {\displaystyle X\times G} besitzt auch ein Prinzipalbündel {\displaystyle P} die folgenden Eigenschaften:
1. eine Gruppenoperation von {\displaystyle G} auf {\displaystyle P} in der gleichen Art wie {\displaystyle (x,g)h=(x,gh)} für den Produktraum
2. eine Projektionsabbildung von {\displaystyle P} nach {\displaystyle X,} die im Falle eines Produktraumes einfach die Projektion auf den ersten Faktor darstellt: {\displaystyle (x,g)\to x}.

Anders als Produkträume haben Prinzipalbündel keinen bevorzugten Schnitt, wie er im Produktfall durch das neutrale Element der Gruppe {\displaystyle G} gegeben ist. Es gibt also zu Elementen {\displaystyle x\in X} kein bevorzugtes Element aus {\displaystyle P} als Identifikation von {\displaystyle (x,e)}. Genauso wenig gibt es allgemein eine stetige Projektion auf {\displaystyle G,} welche die Projektion auf das zweite Element des Produktraumes verallgemeinert: {\displaystyle (x,g)\to g}. Prinzipalbündel können deswegen komplizierte Topologien haben, die eine Darstellung des Bündels als Produktraum verhindern, selbst wenn einige zusätzliche Annahmen gemacht werden.
Funktionen {\displaystyle F\colon X\rightarrow G} lassen sich als Schnitte im trivialen Prinzipalbündel {\displaystyle \pi \colon X\times G\rightarrow X} interpretieren, nämlich als {\displaystyle s(x)=(x,F(x))}. Schnitte in Prinzipalbündeln verallgemeinern also den Begriff der G-wertigen Abbildungen.

## Definition
Ein Prinzipalbündel ist ein Faserbündel {\displaystyle P} über einem Raum {\displaystyle X} mit der Projektion {\displaystyle \pi \colon P\to X}, versehen mit einer stetigen Rechtsoperation {\displaystyle P\times G\rightarrow P} (im Folgenden notiert als {\displaystyle (p,g)\mapsto pg}) einer topologischen Gruppe {\displaystyle G}, sodass die Operation jede Faser auf sich selbst abbildet (das heißt {\displaystyle \pi (pg)=\pi (p)} für alle {\displaystyle p\in P} und alle {\displaystyle g\in G}) und die Gruppe frei (jeder Punkt wird nur unter dem neutralen Element der Gruppe invariant) und transitiv (jeder Punkt einer Faser wird von jedem anderen mittels der Gruppenoperation erreicht) auf jeder Faser operiert. Die Gruppe {\displaystyle G} heißt Strukturgruppe des Prinzipalbündels.
Sind {\displaystyle P} und {\displaystyle X} glatte Mannigfaltigkeiten, die Strukturgruppe eine Lie-Gruppe und die Operation selbst glatt, so heißt das Prinzipalbündel glattes Prinzipalbündel.

## Trivialisierung
Wie bei jedem Faserbündel ist die Projektion topologisch gesehen lokal trivialisierbar: Es gibt also zu jedem {\displaystyle x\in X} eine offene Umgebung {\displaystyle U\subset X}, sodass {\displaystyle \pi ^{-1}(U)} homöomorph ist zu {\displaystyle U\times G}. Jede Faser ist homöomorph zur als topologischer Raum aufgefassten Strukturgruppe {\displaystyle G}. Eine Trivialisierung eines Prinzipalbündels ist sogar unter Berücksichtigung der Gruppenoperation möglich: Es lässt sich ein äquivarianter Homöomorphismus {\displaystyle \phi \colon \pi ^{-1}(U)\rightarrow U\times G} wählen, sodass
{\displaystyle \pi (ug)=\pi (u),\phi (ug)=\phi (u)g}
für alle {\displaystyle u\in \pi ^{-1}(U),g\in G}. Jede solche lokale Trivialisierung {\displaystyle \phi } induziert einen lokalen Schnitt {\displaystyle f\colon U\to P} vermöge {\displaystyle f(x)=\phi ^{-1}((x,e))}, wobei {\displaystyle e\in G} das neutrale Element bezeichne.
Umgekehrt induziert auch jeder lokale Schnitt {\displaystyle f\colon U\to P} eine lokale Trivialisierung {\displaystyle \phi } gegeben durch {\displaystyle \phi (p)=(\pi (p),g_{p})} mit {\displaystyle f(\pi (p))g_{p}=p}. Die lokale Trivialisierbarkeit folgt also aus der Existenz lokaler Schnitte, welche allgemein auf Faserbündeln existieren. Anders als bei allgemeinen Faserbündeln (man betrachte etwa das Tangentialbündel einer glatten Mannigfaltigkeit) impliziert nicht nur die globale Trivialisierbarkeit die Existenz eines globalen Schnittes, sondern auch die Existenz eines globalen Schnittes die Trivialisierbarkeit.
Im physikalischen Kontext lässt sich die Wahl einer Eichung als (je nach Situation lokale oder globale) Wahl einer Trivialisierung bzw. eines Schnittes verstehen.

## Beispiele

### Reperbündel
Sei {\displaystyle M} eine differenzierbare n-dimensionale Mannigfaltigkeit. Das Reperbündel {\displaystyle F(M)} ist die Menge aller Basen von Tangentialräumen {\displaystyle T_{x}M,x\in M}, mit der kanonischen Projektion {\displaystyle \pi \colon F(M)\rightarrow M}. Die Gruppe {\displaystyle G:=\operatorname {GL} (n,\mathbb {R} )} wirkt transitiv und treu auf den Fasern.

### Überlagerungen
Galois-Überlagerungen sind Prinzipalbündel mit der diskreten Gruppe der Decktransformationen als Strukturgruppe.

### Homogene Räume
Sei {\displaystyle G} eine Lie-Gruppe und {\displaystyle H\subset G} eine abgeschlossene Untergruppe, dann ist {\displaystyle \pi \colon G\rightarrow G/H} ein Prinzipalbündel mit Strukturgruppe {\displaystyle H}.
In der Topologie und Differentialgeometrie gibt es einige Anwendungsfälle der Prinzipalbündel. Desgleichen gibt es Anwendungen der Prinzipalbündel in der Physik. Dort bilden sie einen entscheidenden Teil des mathematischen Rahmens der Eichtheorien.

## Assoziierte Vektorbündel
Im Falle von {\displaystyle G=\operatorname {GL} (n,\mathbb {C} )} kann man zu jedem {\displaystyle G}-Prinzipalbündel {\displaystyle \pi \colon P\rightarrow B} ein assoziiertes komplexes Vektorbündel {\displaystyle \Pi \colon E\rightarrow B} definieren durch
{\displaystyle E=(P\times \mathbb {C} ^{n})/\sim }
mit der Äquivalenzrelation
{\displaystyle (p,v)\sim (pg,g^{-1}v)\quad \forall g\in \operatorname {GL} (n,\mathbb {C} )}.
Analog kann man zu jedem {\displaystyle \operatorname {GL} (n,\mathbb {R} )}-Prinzipalbündel ein assoziiertes reelles Vektorbündel definieren.
Zum Beispiel sei {\displaystyle M} eine differenzierbare n-dimensionale Mannigfaltigkeit und {\displaystyle F(M)} das Rahmenbündel. Dann ist das Tangentialbündel {\displaystyle TM} das assoziierte Vektorbündel für die kanonische Wirkung von {\displaystyle \operatorname {GL} (n,\mathbb {R} )} auf {\displaystyle \mathbb {R} ^{n}}.
Allgemeiner lässt sich auch ein assoziiertes Vektorbündel für beliebige Hauptfaserbündel definieren. Sei hierzu {\displaystyle P\rightarrow M} ein {\displaystyle G}-Prinzipalbündel und {\displaystyle \rho :G\to \mathrm {Aut} (V)} eine reelle oder komplexe Darstellung. Dann ist
{\displaystyle E=(P\times _{\rho }V):=(P\times V)/G}
mit der Äquivalenzrelation
{\displaystyle (p,v)\sim (pg,\rho (g^{-1})v)\quad \forall g\in G}.
ein Vektorbündel, genannt das Vektorbündel assoziiert mit {\displaystyle \pi \colon P\rightarrow B} und {\displaystyle \rho }. Im Falle von {\displaystyle G=\operatorname {GL} (n,\mathbb {C} )} stimmt das so konstruierte Vektorbündel mit dem obigen überein, wenn man für {\displaystyle \rho } die fundamentale Darstellung wählt.

## Reduktion der Strukturgruppe
Ein {\displaystyle G}-Prinzipalbündel {\displaystyle P\rightarrow M} lässt sich auf eine Untergruppe {\displaystyle H\subset G} reduzieren, wenn das Bündel {\displaystyle P/H\rightarrow M} einen Schnitt besitzt. Insbesondere ist ein Prinzipalbündel genau dann trivial, wenn es sich auf die Untergruppe {\displaystyle \left\{1\right\}\subset G} reduzieren lässt.

### Beispiele
Betrachte das Rahmenbündel {\displaystyle F(M)\rightarrow M} einer n-dimensionalen differenzierbaren Mannigfaltigkeit, die Strukturgruppe ist {\displaystyle G=\operatorname {GL} (n,\mathbb {R} )}. Dann gilt:
- die Strukturgruppe lässt sich genau dann auf {\displaystyle \operatorname {GL} (k,\mathbb {R} )\subset \operatorname {GL} (n,\mathbb {R} )} reduzieren, wenn das Tangentialbündel {\displaystyle n-k} linear unabhängige Schnitte hat,
- die Strukturgruppe lässt sich immer auf {\displaystyle O(n)} reduzieren, dies entspricht der Wahl einer Riemannschen Metrik,
- die Strukturgruppe lässt sich genau dann auf {\displaystyle \operatorname {SO} (n)} reduzieren, wenn die Mannigfaltigkeit orientierbar ist.

Sei im Folgenden {\displaystyle n=2m} eine gerade Zahl:
- die Strukturgruppe lässt sich genau dann auf {\displaystyle \operatorname {GL} (m,\mathbb {C} )\subset \operatorname {GL} (2m,\mathbb {R} )} reduzieren, wenn die Mannigfaltigkeit fastkomplex ist,
- wenn die Mannigfaltigkeit symplektisch ist, dann lässt sich die Strukturgruppe auf {\displaystyle U(m)} reduzieren.

Sei im Folgenden {\displaystyle n=2m+1} eine ungerade Zahl:
- wenn die Mannigfaltigkeit eine Kontaktstruktur besitzt, dann lässt sich die Strukturgruppe auf {\displaystyle U(m)\times \left\{1\right\}} reduzieren.

## Zusammenhang, Krümmung
Eine wichtige Rolle beim Studium von Prinzipalbündeln spielen Zusammenhangs-1-Formen {\displaystyle \omega \in \Omega ^{1}(P,{\mathfrak {g}})} und deren Krümmungs-2-Formen {\displaystyle \Omega =d\omega +{\tfrac {1}{2}}[\omega \wedge \omega ]\in \Omega ^{2}(M,{\mathfrak {g}})}.

## Anwendung: Elektromagnetismus
In einem ladungsfreien {\displaystyle \mathbb {R} ^{3}} erfüllen das elektrische Feld {\displaystyle E} und das Magnetfeld {\displaystyle B} die Maxwell-Gleichungen. Die Felder besitzen Potentiale {\displaystyle \phi } und {\displaystyle A} mit {\displaystyle E=-\operatorname {grad} \phi +{\tfrac {\partial A}{\partial t}}} und {\displaystyle B=\operatorname {rot} A}. Diese Potentiale sind jedoch nicht eindeutig, denn {\displaystyle \phi ^{\prime }=\phi +{\tfrac {\partial f}{\partial t}}} und {\displaystyle A^{\prime }=A+\operatorname {grad} f} für eine beliebige Funktion {\displaystyle f} geben dieselben Felder.
Man betrachtet die Minkowski-Raum-Zeit {\displaystyle M=\mathbb {R} ^{4}} und das Prinzipalbündel {\displaystyle M\times S^{1}} mit der Zusammenhangsform {\displaystyle \omega =\mathrm {d} \theta +\phi \,\mathrm {d} t+A_{1}\,\mathrm {d} x_{1}+A_{2}\,\mathrm {d} x_{2}+A_{3}\,\mathrm {d} x_{3}}. Deren Krümmungsform gibt das elektromagnetische Feld:
{\displaystyle \Omega =\mathrm {d} \omega =-\Sigma E_{i}\,\mathrm {d} t\wedge \mathrm {d} x_{i}+\Sigma B_{i}\,\mathrm {d} x_{j}\wedge \mathrm {d} x_{k}.}
Die Eich-Transformationen sind von der Form {\displaystyle \omega ^{\prime }=\omega +\mathrm {d} f}.
Die Maxwell-Gleichungen lassen sich formulieren als {\displaystyle \mathrm {d} *\Omega =0}, wobei {\displaystyle *} der Hodge-Operator ist.